# Замбия (царь Исина)
Замбия — царь Исина приблизительно в 1837—1834 годах до н. э.

## Биография

### Правление
В источниках не указано, сыном кого был Замбия.
В 1836 году до н. э. в союзе с Эламом он выступил против царя Ларсы Син-икишама и отвоевал у него Ниппур, но уже в следующем году хозяином Ниппура оказывается правитель Ларсы Цилли-Адад.
Замбия был современником царя Ларсы Син-икишама и вёл с ним войну. В этой войне исинский царь опирался на союз с Казаллу, Эламом и Вавилоном. Однако союзники были разгромлены и в честь этой победы Син-икишам назвал свой пятый год (1837/1836 год до н. э.): «Год, когда Казаллу, армия земли Элам, Замбия царь Исина и Тинтир (то есть Вавилон) были поражены оружием».
Сохранилась одна надпись Замбии, на фрагментах конуса, которая гласит:

«Замбия, пастырь, который чтит Ниппур, земледелец, который приносит высокий лён и зерно для Дуранки („Связь неба и земли“ — святилища в Экуре, храме Энлиля в Вавилоне), истинный поставщик, который заполняет двор Эгалмаха обильными товарами, царь Исина, царь земли Шумера и Аккада, супруг избранный богиней Инанной, возлюбленный богом Энлилем и богиней Нинисиной, построил великую стену Исина. Название этой стены „Замбия возлюбленный богини Иштар“».— Памятная надпись на великой стене Исина
Вотивная надпись, посвящённая от имени Замбии богине Нанше, была скопирована с надписи на бронзовом козле.
Согласно Царскому списку и Списку царей Ура и Исина, Замбия правил 3 года.

### Список датировочных формул Замбии
|                            | |
| 1 год 1837 / 1836 до н. э. | Год, когда Замбия [стал] царём mu dza-am-bi-ia lugal                                                                            |
| a                          | Год, когда [Замбия] изготовил пять статуй из золота для Инанны и Нанайи mu alan ku3-sig17 5-bi dinanna u dna-na-a-ra mu-ne-dim2 |
| b                          | Год, когда царь Замбия … mu dza-am-bi-ia lugal-e …                                                                              |

| I династия Исина            |                                                             |                     |
| Предшественник: Энлиль-бани | царь Исина около 1837 — 1834 годов до н. э. (правил 3 года) | Преемник: Итер-пиша |